# Heraclia neavi
Heraclia neavi là một loài bướm đêm trong họ Noctuidae.